# Décio
Décio, właśc. Décio Antônio Cabo Bianco (ur. 26 sierpnia 1944 w São Paulo) – piłkarz brazylijski grający na pozycji napastnika.

## Kariera klubowa
Décio występował w Juventusie São Paulo, Saad São Caetano do Sul i Flamengo Alegrete.

## Kariera reprezentacyjna
Décio występował w olimpijskiej reprezentacji Brazylii. W 1963 roku Décio uczestniczył w Igrzyskach Panamerykańskich, na których Brazylia zdobyła złoty medal. Na turnieju w São Paulo Décio wystąpił tylko w meczu z USA.